# Guaina mielinica
Struttura tipica di un neurone

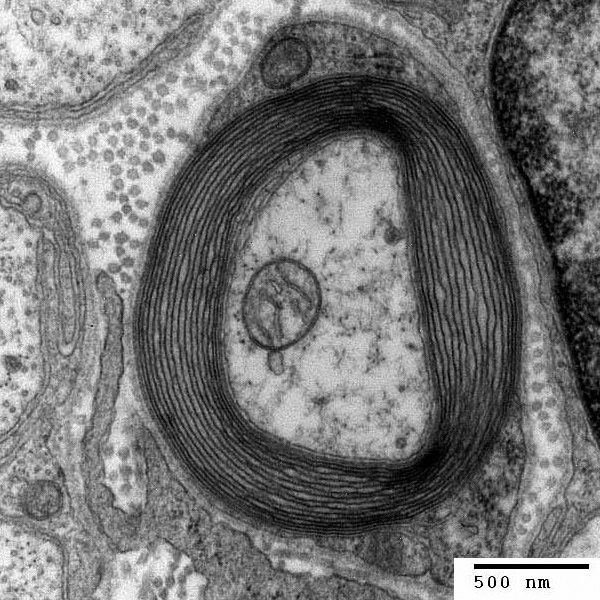
La guaina mielinica (cerchi concentrici scuri) avvolge l'assone di un neurone al cui interno sono visibili cisterne di reticolo endoplasmatico liscio. Sezione trasversale ottenuta al microscopio elettronico a trasmissione

La guaina mielinica è una struttura biancastra multilamellare e con funzioni isolanti, che avvolge gli assoni dei neuroni dei Vertebrati, formando la fibra nervosa. Essa non è altro che la membrana plasmatica delle cellule della neuroglia o glia che vanno a rivestire il neurone. La differenza principale tra questa membrana e le altre è che possiede una quantità di lipidi maggiore. Nel sistema nervoso centrale le cellule che rivestono l'assone sono gli oligodendrociti, mentre nel sistema nervoso periferico sono le cellule di Schwann.

## Dettagli
È costituita da lembi a doppia membrana di cellule gliali ripetutamente avvolti attorno all'assone, gli oligodendrociti (nel sistema nervoso centrale) o le cellule di Schwann (nel periferico). Un oligodendrocita può  mielinizzare fino a 60 assoni differenti, mentre le cellule di Schwann mielinizzano un solo assone. A causa del prevalente contributo della membrana cellulare, la guaina mielinica (o semplicemente mielina) consiste di circa il 40% di acqua e per il 60% di componente solida; tale componente solida è a sua volta composta di lipidi (79%), proteine (18%) e tracce di carboidrati.
La membrana cellulare, o plasmalemma, delle cellule di Schwann va a disporsi attorno all'unico assone, formando una struttura a doppia membrana (mesassone), che si allunga e si avvolge a spirale, in strati concentrici, attorno all'assone stesso. Durante questo processo di avvolgimento, il citoplasma della Cellula di Schwann viene "spremuto" all'esterno, mentre le superfici delle membrane a contatto finiscono per condensarsi andando a formare le lamelle della guaina mielinica definitiva.
La guaina mielinica avvolge gli assoni in modo discontinuo: si interrompe infatti a intervalli regolari nei cosiddetti "nodi di Ranvier", lo spazio fra due cellule di Schwann consecutive, in corrispondenza di questi punti l'assone è quindi parzialmente scoperto. Si permette così, per mezzo di un meccanismo a salti da un nodo di Ranvier al successivo, la propagazione del segnale elettrico molto più rapidamente (fino a 150 m/s) che non negli assoni senza guaina mielinica. Se l'impulso dovesse percorrere l'intero assone, la velocità dell'impulso si ridurrebbe infatti a soli 5 m/s.

## Malattie
Possiamo distinguere tra malattie acquisite, come la sclerosi multipla, e malattie metaboliche ereditarie, dette leucodistrofie.
Si dicono "demielinizzanti" le malattie del primo gruppo, in cui la mielina viene attaccata e distrutta ad opera del sistema immunitario.
Nel secondo caso il problema è legato a fattori genetici, e quindi alla formazione difettosa della mielina; in questo caso si parla di malattie "dismielinizzanti".
Recentemente, sono stati scoperti dei meccanismi attraverso i quali cellule staminali possono raggiungere zone neurali lese da malattie degenerative, e trasformarsi in cellule produttrici di mielina o addirittura in cellule di rivestimento (Cellula di Schwann, Cellula della glia, eccetera).